# Liste befestigter Grenzen

Weltkarte befestigter Grenzen

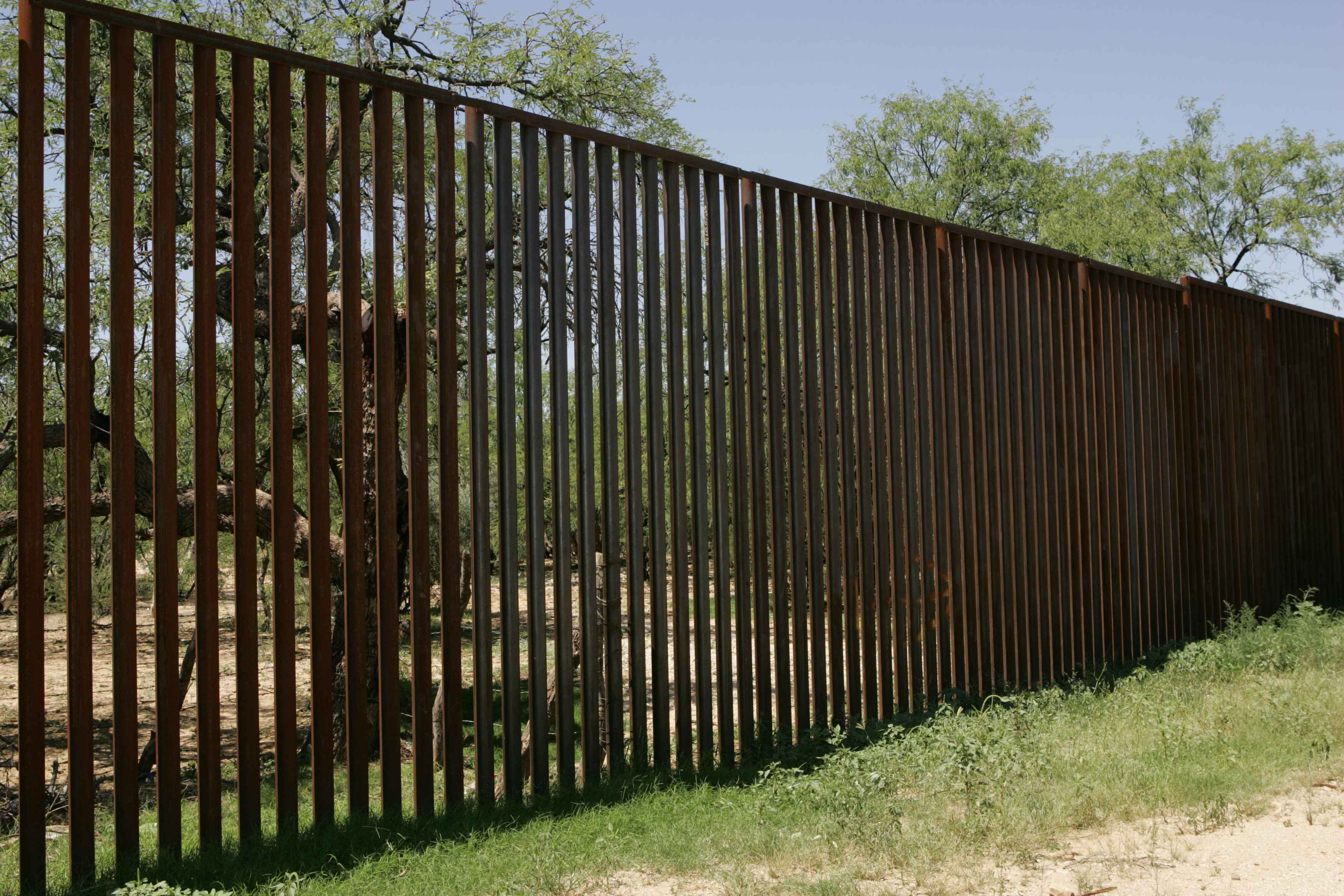
Hoher Grenzzaun aus Metall

Dies ist eine Liste befestigter Grenzen, die errichtet wurden, um illegale Migration zu verhindern. Dabei handelt es sich um politische Grenzen.

## Moderne

### Afrika
- Grenzbefestigung von Melilla
- Grenze zwischen Botswana und Simbabwe
- Grenze zwischen Südafrika und Mosambik
- Grenze zwischen Südafrika und Simbabwe
- Grenzzaun bei Ceuta
- Marokkanischer Wall in der Westsahara

### Amerika
- Grenze zwischen Ecuador und Peru
- Grenze zwischen den Vereinigten Staaten und Mexiko
- Grenze zwischen der Dominikanischen Republik und Haiti[1][2]

### Asien
- Grenze Nord-/Südkorea
- Sperranlage um den Gazastreifen
- Sperranlage um das Westjordanland
- Grenze Kuwait/Irak

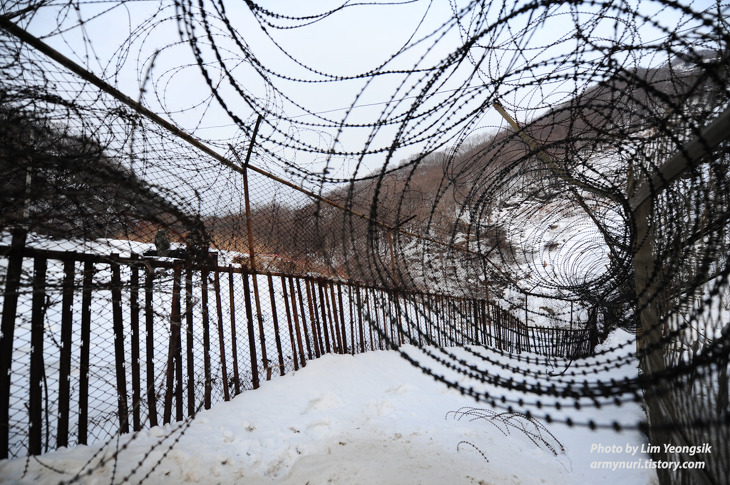
Ein Abschnitt der „Demilitarisierten Zone“ (DMZ) zwischen Nord- und Südkorea (Januar 2013)

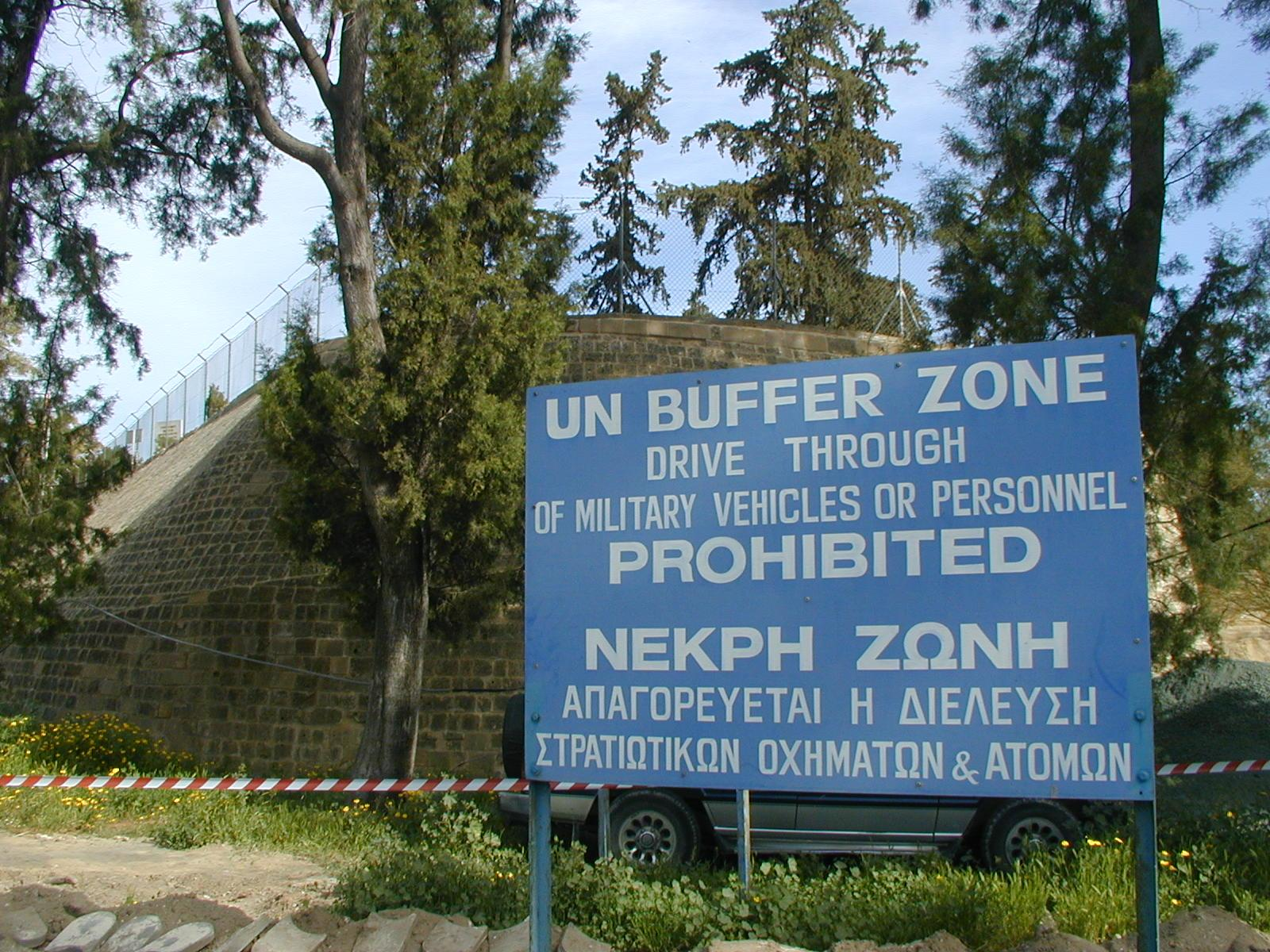
Warnhinweisschild „UN-Puffer-Zone“ auf der Mittelmeerinsel Zypern zwischen der Republik Zypern und Türkischer Republik Nordzypern (von der Südseite des Ledra-Übergangs im geteilten Nikosia, April 2003)

- Grenze zwischen dem Irak und Saudi-Arabien
- Ani-Sicherheitszaun (Grenze Türkei/Armenien, keine Grenzbefestigung im eigentlichen Sinne, da die Flüsse Aras und Arpaçay die Grenze zwischen den beiden Ländern bilden)
- Grenze zwischen Syrien und der Türkei
- Grenze zwischen dem Iran und der Türkei
- Grenze Kasachstan/Usbekistan
- Grenze Usbekistan/Afghanistan
- Grenze Iran/Afghanistan
- Grenze Pakistan/Afghanistan[3]
- Grenze Iran/Aserbaidschan
- Grenze Iran/Pakistan
- Grenze Indien/Bangladesch
- Grenze Indien/Pakistan
- Grenze Vereinigte Arabische Emirate/Oman
- Grenze zwischen der Volksrepublik China und den Sonderverwaltungsgebieten Hongkong und Macau
- Grenze zwischen Israel und Ägypten (Sinai-Halbinsel)[4]
- Grenze zwischen Israel und Jordanien
- Grenze zwischen Israel und Libanon
- Grenze zwischen Israel und Syrien
- Zypern/Nordzypern (United Nations Buffer Zone in Cyprus, „Grüne Linie“), teilweise vermint, Länge 180,5 Kilometer

### Europa

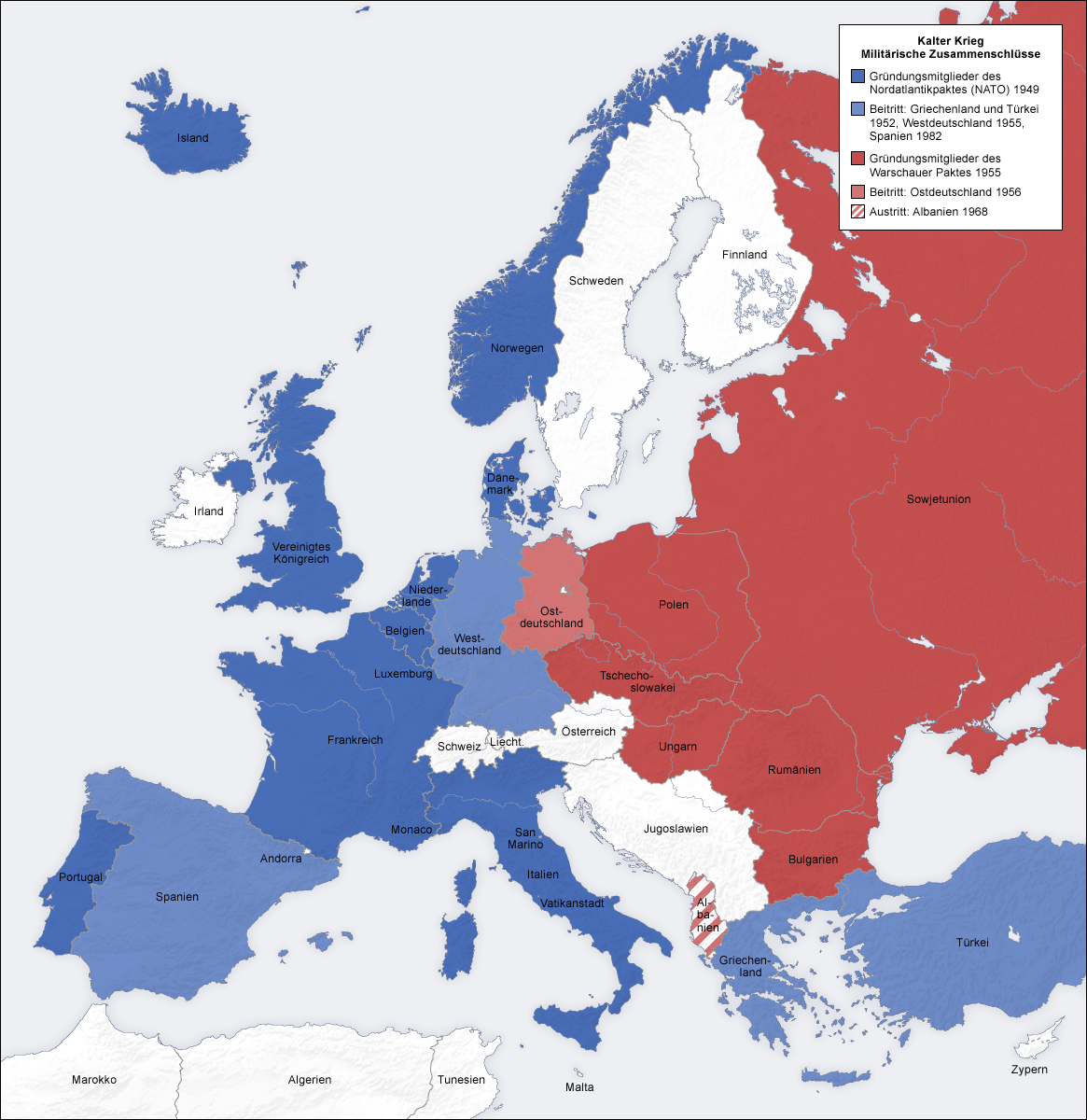
„Kalter Krieg“:
- Blau: Westblock,
rot: Ostblock,
weiß: neutrale oder blockfreie Staaten wie Jugoslawien

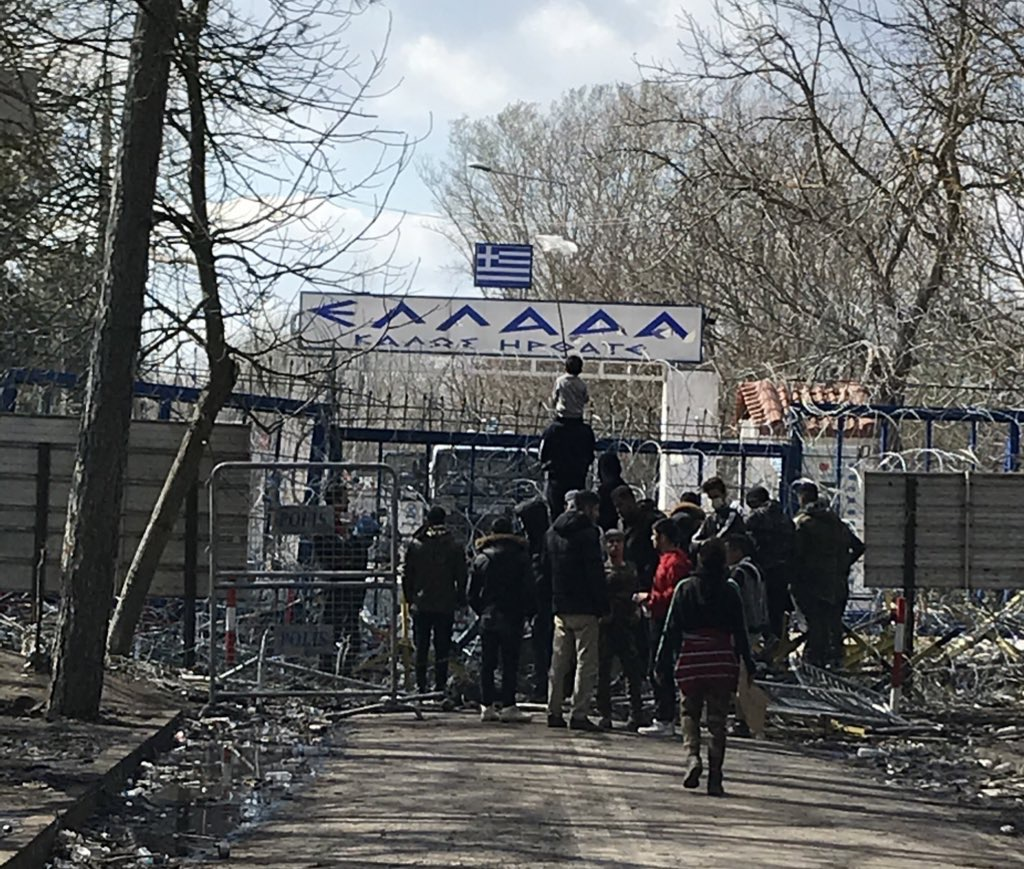
Flüchtende an der türkisch-griechischen Grenze (Pazarkule, März 2020)

In Europa gab es befestigte Grenzen hauptsächlich während des Kalten Kriegs entlang des „Eisernen Vorhangs“ seit Ende der 1940er bis Ende der 1990er Jahre.
Seit den 1990ern wird hier zunehmend in Grenzbefestigungen zum Schutz vor Fluchten bzw. „illegaler Migration“ aus dem Globalen Süden investiert.
Zwischen Ende Juni und Mitte September 1942 errichteten im Bereich Weil am Rhein auf Geheiß des Reichssicherheitshauptamts unter Heinrich Himmler zwei Kolonnen von etwa je 250 „Reichsarbeitsdienstmännern“ (Jugendliche im Alter von ca. 17 Jahren im Pflichtarbeitsdienst vor ihrem Heeresdienst) aus Basislagern in Siegen und Ferndorf im Siegerland entlang der deutschen Grenze zur Schweiz, dabei teils am Fluss Wiese einen bis zu drei Meter hohen und acht Meter breiten kilometerlangen Stacheldrahtverhau um die Gemeinde Riehen und die „Eiserne Hand“ (CH) herum, um Fluchten aus Nazideutschland in die Schweiz zu erschweren.

#### Zeit des Kalten Kriegs
- Bulgarisch-griechische, Bulgarisch-jugoslawische, Bulgarisch-türkische Grenze
- Grenzbefestigungen der ČSSR im Kalten Krieg (1951–1989)
- Grenzbefestigungen Ungarns zur Republik Österreich im Kalten Krieg (1951–1989) (siehe Paneuropäisches Picknick)
- Innerdeutsche Grenze (1949–1989) mit der Berliner Mauer
- Rumänisch-jugoslawische Grenze (1951–1989)
- Ungarisch-jugoslawische Grenze (1951–1989)

#### Seit den 1990er Jahren
- Grenzzaun bei Ceuta in Afrika
- Grenzbefestigungen Griechenlands (zur Türkei)
- Grenzzaun bei Melilla
- Grenze im Norden der Krim[7]
- Ukrainisch-russische Grenze (vor dem russischen Überfall auf die Ukraine 2022)
- Ukrainisch-rumänische Grenze[8] (damit will die Ukraine Deserteure aufhalten)
- Grenzzaun zwischen Slowenien und Kroatien
- Grenzzaun zu Serbien und Kroatien in Ungarn
- Grenze zwischen Bulgarien, Griechenland und der Türkei
- Grenzzaun Nordmazedoniens an einem Teil der nordmazedonisch-griechischen Grenze (→ Gevgelija#Flüchtlingskrise)
- Grenzzaun von Estland zu Russland
- Grenzzaun von Finnland zu Russland (Pilotprojekt)
- Grenzzaun von Litauen zu Belarus[9]
- Grenze zwischen Belarus und Polen[10][11][12][13]
- Grenze von Polen zur russischen Oblast Kaliningrad[14]

### Bilder

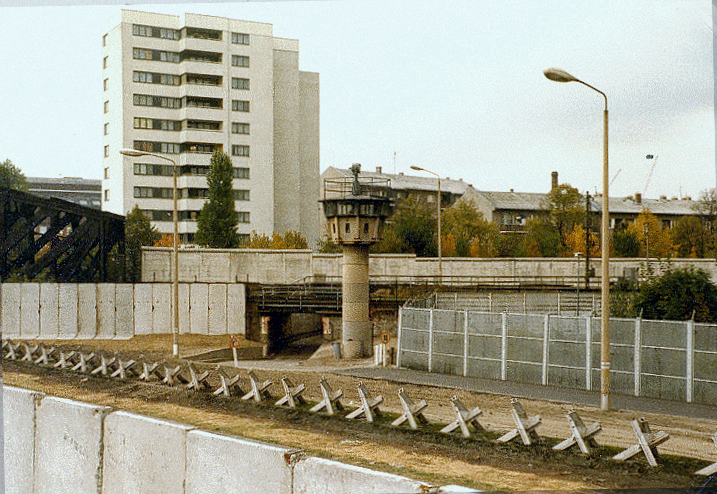
Berliner Mauer mit Panzersperren (Liesenstraße-Gartenstraße, 1980)
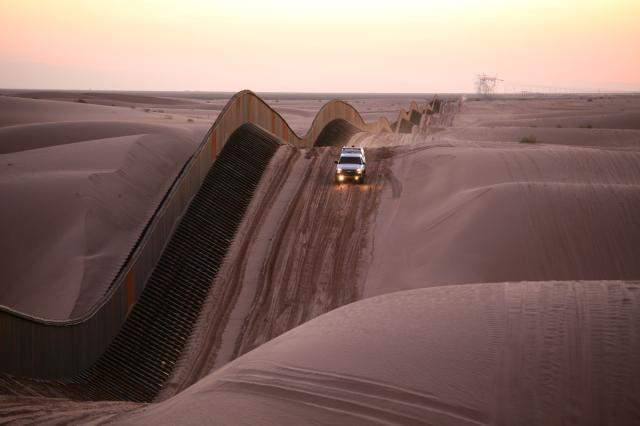
Spezial-Grenzzaun für Wüstengebiete, der an Wanderdünen angepasst werden kann (Algodones-Dünen, Kalifornien)
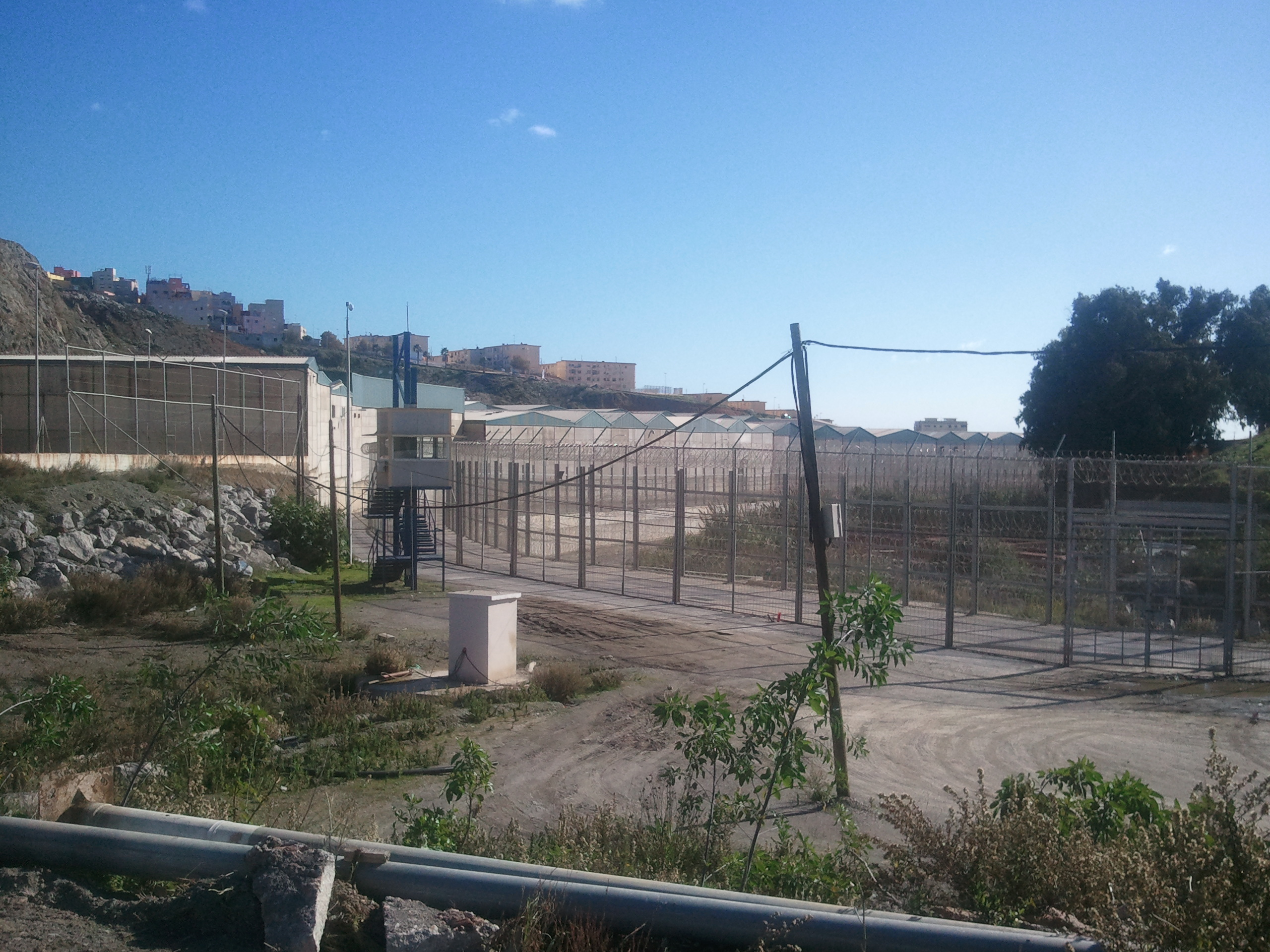
Grenzzaun bei Ceuta
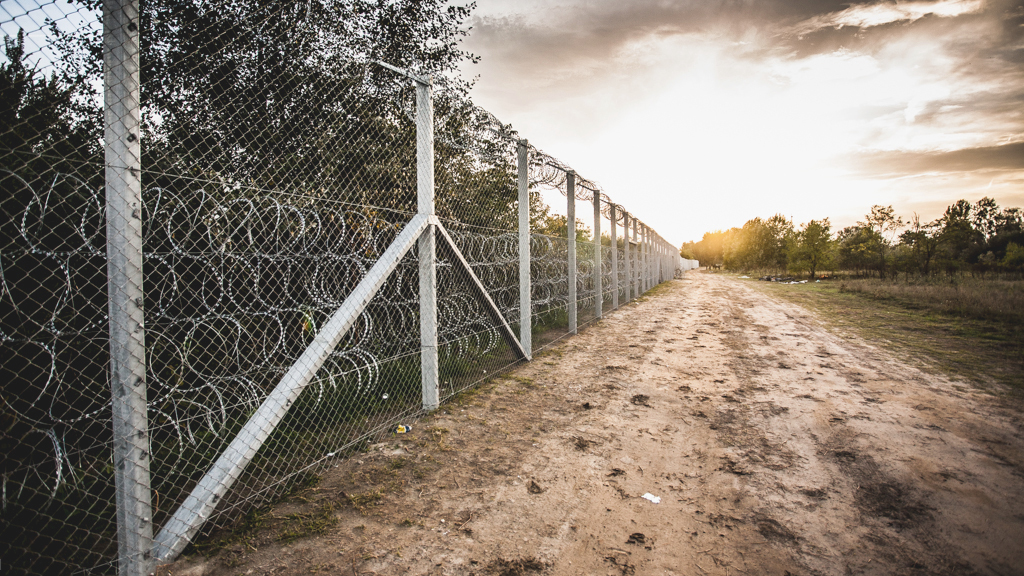
Ungarischer Grenzzaun
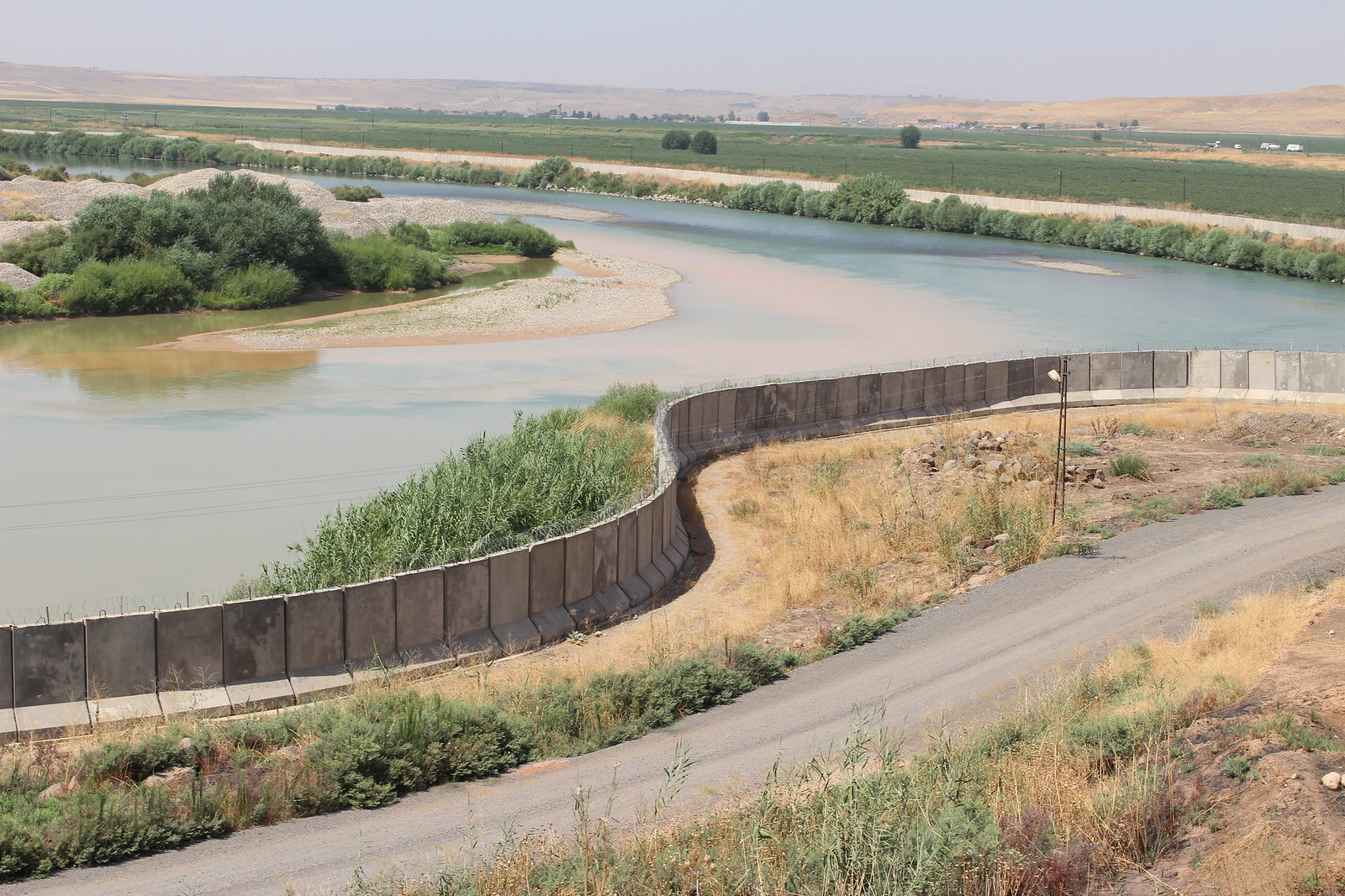
Die türkisch-syrische Mauer (links Mazra at'Blah, Syrien, rechts Cizre, Türkei, 2018)

## Historische Grenzanlagen (Auswahl)
- Antoninuswall
- Bokerley Dyke
- Chinesische Mauer
- Danewerk
- Dreigräben
- Grim’s Ditch
- Hadrianswall
- Konstanzer Grenzzaun
- Limes
- Offa’s Dyke
- Wansdyke
- Wat’s Dyke